# Стрибки у воду на літніх Олімпійських іграх 2016 — синхронна вишка, 10 метрів (жінки)
Змагання з синхронних стрибків у воду з 10-метрової вишки серед жінок на літніх Олімпійських іграх 2016 пройшли 9 серпня у Водному центрі Марії Ленк. У змаганнях взяли участь 16 спортсменок з 8 країн.

## Призерки
| Золото                          | Срібло                                      | Бронза                                    |
| Китай · Чень Жолінь · Лю Хуейся | Малайзія · Цзюнь Хон Чон · Панделела Рінонг | Канада · Мейган Банфето · Розелін Фільйон |

## Розклад
Час місцевий (UTC−3)
| Дата     | Час   | Раунд |
| -------- | ----- | ----- |
| 9 серпня | 16:00 | Фінал |

## Результати
Змагання з синхронних стрибків проходили в один раунд, під час якого учасниці виконали по 5 стрибків — 2 обов'язкових і 3 довільні. Дует, який набрав найбільшу суму балів, став володарем золотих медалей.
| 1 | Китай (CHN) Чень Жолінь Лю Хуейся                 | 55.80 | 55.80 | 79.20 | 75.84 | 87.36 | 354.00 |
| 2 | Малайзія (MAS) Цзюнь Хон Чон Панделела Рінонг     | 52.80 | 52.80 | 76.50 | 79.68 | 82.56 | 344.34 |
| 3 | Канада (CAN) Мейган Банфето Розелін Фільйон       | 52.80 | 52.80 | 74.70 | 75.24 | 80.64 | 336.18 |
| 4 | Північна Корея (PRK) Кім Кук Хьян Кім Мі Ре       | 49.80 | 53.40 | 81.00 | 76.80 | 61.44 | 322.44 |
| 5 | Велика Британія (GBR) Тоня Коуч Лоіс Толсон       | 50.40 | 50.40 | 75.60 | 79.68 | 63.36 | 319.44 |
| 6 | Мексика (MEX) Паола Еспіноса Алехандра Ороско     | 50.40 | 49.20 | 71.10 | 61.38 | 72.00 | 304.08 |
| 7 | США (USA) Емі Козад Джессіка Парратто             | 48.60 | 50.40 | 65.70 | 62.40 | 73.92 | 301.02 |
| 8 | Бразилія (BRA) Інгрід де Олівейра Жованна Педрозо | 44.40 | 45.00 | 74.88 | 52.80 | 63.90 | 280.98 |